# Šentilj pod Turjakom
Šentilj pod Turjakom je naselje v Občini Mislinja.